# Universitatea Waseda
Universitatea Waseda (早稲田大学 Waseda Daigaku?), cunoscută și sub denumirea abreviată Sōdai (早大 Sōdai?), este una dintre cele mai prestigioase universități private din Japonia și Asia. Principalele campusuri ale universității sunt situate în partea de nord a sectorului Shinjuku, Tokio. Fondată în 1882 sub denumirea de Tokyo Senmon Gakko, instituția a fost redenumită „Universitatea Waseda” în 1902. Universitatea este cunoscută pentru atmosfera liberală simbolizată de moto-ul „independența studiului” (学問の独立 gakumon-no-dokuritsu?). În special Școala de Științe Politice și Economice are o influență deosebită asupra societății japoneze.
Printre absolvenții Universității Waseda se numară șapte prim-miniștri japonezi de după al doilea război mondial, precum și lideri importanți din mediul corporatist. Șapte dintre președinții de companii din Fortune Global 2007 sunt absolvenți ai universității. Universitatea Waseda este membru al Universitas 21, o rețea internațională ce cuprinde 21 universități axate pe cercetare.

## Instituția

### Istorie
Universitatea a fost fondată de savantul samurai, politician al perioadei Meiji și fost prim-ministru Ōkuma Shigenobu în 1882, devenind o universitate de sine stătătoare în 1902. La început, a fost un colegiu cu trei departamente, făcând parte din vechiul sistem japonez de învățământ superior.

### Campusuri
Principalul Campus al Universității Waseda este situat în districtul Nishi-Waseda din Shinjuku. Cea mai apropiată stație este Waseda, deși universitatea este în general asociată cu stația Takadanobaba de pe linia Yamanote.
În afară de campusul principal din Shinjuku, Waseda dispune și de alte campusuri în Japonia:
- Campusul Waseda: Shinjuku, Tokio (în trecut cunoscut drept Campusul Nishi-Waseda)
- Campusul Toyama: Shinjuku, Tokio
- Campusul Nishi-Waseda: Shinjuku, Tokio (în trecut cunoscut drept Campusul Ōkubo)
- Campusul Nihonbashi: Chūō, Tokio
- Campusul Higashifushimi: Nishitōkyō, Tokio
- Campusul Tokorozawa: Tokorozawa, Saitama
- Campusul Honjō: Honjō, Saitama
- Campusul Kitakyūshū: Kitakyūshū, Fukuoka

### Facultăți și departamente postuniversitare
Facultăți (Capacitate anuală 8880 studenți):
- Facultatea de Științe Politice și Economice (engleză School of Political Science and Economics) (900)
- Facultatea de Drept (engleză School of Law) (740)
- Facultatea de Cultură, Media și Societate (engleză School of Culture, Media and Society) (860)
- Facultatea de Științe Sociale și Umaniste (engleză School of Humanities and Social Sciences) (660)
- Facultatea de Științe ale Educației (engleză School of Education) (960)
- Facultatea de Comerț (engleză School of Commerce) (900)
- Facultatea de Inginerie și Științe Fundamentale (engleză School of Fundamental Science and Engineering) (535)
- Facultatea de Inginerie și Științe Creative (engleză School of Creative Science and Engineering) (595)
- Facultatea de Inginerie si Științe Avansate (engleză School of Advanced Science and Engineering) (540)
- Facultatea de Științe Sociale (engleză School of Social Sciences) (630)
- Facultatea de Științe Umaniste (engleză School of Human Sciences) (560)
- Facultatea de Sport (engleză School of Sports Sciences) (400)
- Facultatea de Studii Liberale Internaționale (engleză School of International Liberal Studies) (600)

Departamente postuniversitare:
- Școala Superioară de Științe Politice (engleză Graduate School of Political Science)
- Școala Superioară de Economie (engleză Graduate School of Economics)
- Școala Superioară de Drept (engleză Graduate School of Law)
- Școala Superioară de Litere, Artă și Știință (engleză Graduate School of Letters, Arts and Sciences)
- Școala Superioară de Comerț (engleză Graduate School of Commerce)
- Școala Superioară de Inginerie și Științe Fundamentale (engleză Graduate School of Fundamental Science and Engineering)
- Școala Superioară de Inginerie și Științe Creative (engleză Graduate School of Creative Science and Engineering)
- Școala Superioară de Inginerie si Științe Avansate (engleză Graduate School of Advanced Science and Engineering)
- Școala Superioară de Științe ale Educației (engleză Graduate School of Education)
- Școala Superioară de Științe Umaniste (engleză Graduate School of Human Sciences)
- Școala Superioară de Științe Sociale (engleză Graduate School of Social Sciences)
- Școala Superioară de Studii Asia-Pacific (engleză Graduate School of Asia-Pacific Studies)
- Școala Superioară de Telecomunicații si Informație Globală (engleză Graduate School of Global Information and Telecommunication Studies)
- Școala Superioară de Lingvistică Japoneză Aplicată (engleză Graduate School of Japanese Applied Linguistics)
- Școala Superioară de Informatică, Producție și Sisteme (engleză Graduate School of Information, Production and Systems)
- Școala Superioară de Sport (engleză Graduate School of Sports Sciences)
- Business School
- Programul Okuma de Management Public (engleză The Okuma School of Public Management)
- Law School
- Școala Superioară de Finanțe, Contabilitate și Drept (englezăGraduate School of Finance, Accounting and Law)
- Școala Superioară de Contabilitate (engleză Graduate School of Accountancy)
- Școala Superioară de Tehnologia Energiei și a Mediului (engleză Graduate School of Environment and Energy Engineering)